# Bonfilh
Bonfilh, o Bofilh o Bofil o Bofill o Bonfil o Bonfils, vale a dire "figlioccio" (fl. XIII secolo), originario di Narbona, è stato il solo trovatore ebreo conosciuto che abbia scritto nella lingua (antico occitano) e nello stile dei trovatori.
Il suo unico componimento noto è un partimen (disputa) con Guiraut Riquier, Auzit ay dir, Bofil, que saps trobar ("Ho sentito dire, Bonfilh, che tu sai comporre"). Si è suggerito che Bonfilh possa essere stato un'invenzione poetica di Guiraut e non un personaggio storico, o che fosse lo stesso poeta ebraico Abraham Bedersi. Nell'unica versione del manoscritto sopravvissuto c'è una parte mancante che inizia dalla metà della terza stanza fino alla metà della quinta. La settima stanza manca della parte finale dell'ultimo verso. Ogni stanza è composta di otto versi, con due tornadas di quattro versi ciascuna.
La poesia inizia in modo amichevole, ma termina a male parole, con Guiraut che ricorre all'antisemitismo (accusando Bonfilh di avere fatto del male a Gesù). Riquier pone un polilemma all'interlocutore: Bonfilh canta a squarciagola per paura, perché una signora glielo permette, per "trattare gli affari dello joglar" (vale a dire, [fa il mestiere] per denaro), o per ottenere fama? Bonfilh risponde che è fuori di sé dalla gioia ed è per la sua signora che canta, e rimprovera inoltre Guiraut per l'uso del pronome formale di seconda persona vos con la sua signora, mentre egli, Bonfilh, usa il familiare e intimo tu. Comunque, ciò è insolito dato che i trovatori universalmente usano vos con le signore (anche per quelle di basso rango, come nelle pastorelas). Non è nell'uso ebraico, come succede nel Roman de la Reine Esther del XIV secolo di Crescas Caslari che mette vos nella bocca del re, Assuérus (Assuero), quando si rivolge a Ester. Sia Guiratu che Bonfilh sottopongono a giudizio il loro partimen a Bertran d'Opian (fl. 1229-1242), un cavaliere di Narbona, noto a Guiraut. 

## Partimen
Auzit ay dir, Bofil, que saps trobar